# Wimbledon Championships 1913
Die 37. Auflage der Wimbledon Championships fand 1913 auf dem Gelände des All England Lawn Tennis and Croquet Club an der Worple Road statt.
Vorangegangen war im März 1913 die Gründung des internationalen Tennisverbands International Lawn Tennis Federation. Da der englische Verband sich dabei das Recht vorbehalten hatte, die Tennis-Weltmeisterschaften auf Rasen abzuhalten, firmierte das Turnier bis 1924 unter dem Titel World's Championships on Grass. Aus diesem Anlass wurden den Damendoppel- und Mixed-Wettbewerben offiziell der Meisterschaftsstatus zuerkannt. Während im Damendoppel, wie bei den übrigen Wettbewerben, noch bis 1922 am Challenge-Round-Modus festgehalten wurde, wurde dieser im Mixed nie eingeführt.

## Herreneinzel

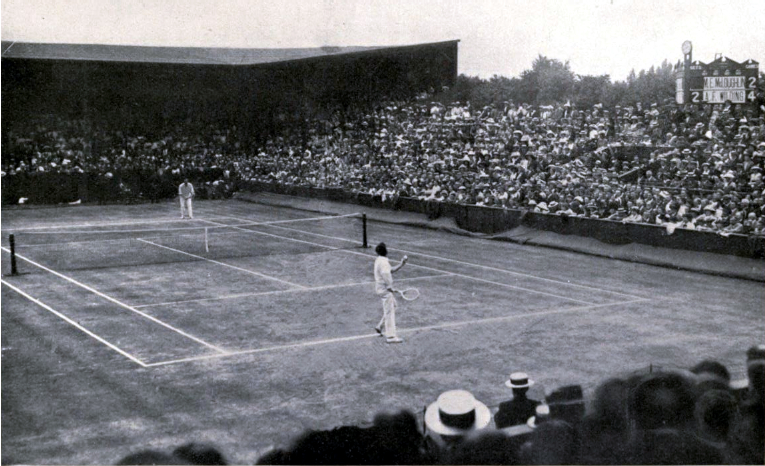
Challenge Round im Herreneinzel, Wilding gegen McLoughlin

Anthony Wilding besiegte den Herausforderer Maurice McLoughlin in der Challenge Round und errang seinen vierten Titel. Am Finaltag waren über 7.000 Zuschauer anwesend. Das Finale war von Samstag auf Freitag vorverlegt worden, da man befürchtete, dass man den Zuschaueransturm eines arbeitsfreien Tages nicht bewältigen könnte.

## Dameneinzel
Dorothea Douglass-Chambers siegte im All-Comers-Wettbewerb über Winifred McNair. Die Vorjahressiegerin Ethel Thomson Larcombe trat nicht zur Titelverteidigung an.

## Herrendoppel
Herbert Roper Barrett und Charles P. Dixon verteidigten ihren Titel in der Challenge Round mit einem Sieg über die Deutschen Heinrich Kleinschroth und Friedrich Wilhelm Rahe.

## Damendoppel
Den ersten offiziellen Damendoppel-Titel beim Turnier von Wimbledon gewannen Winifred McNair und Dora Boothby.

## Mixed
Im ersten offiziellen Mixed-Wettbewerb beim Turnier von Wimbledon siegten Hope Crisp und Agnes Tuckey.